# Cypser
Cypser – polski herb szlachecki z nobilitacji.

## Opis herbu
W polu błękitnym, skos lewy srebrny; pod nim i nad nim po gwieździe złotej.
W klejnocie gwiazda złota między dwoma skrzydłami orlimi błękitnymi.
Labry: z prawej srebrne, podbite czernią, z lewej błękitne, podbite złotem.

## Najwcześniejsze wzmianki
Nadany Stanisławowi Cypserowi, rajcy krakowskiemu, 12 stycznia 1532.

## Herbowni
Cypser.